# Liste der Monuments historiques in Lucmau
Die Liste der Monuments historiques in Lucmau führt die Monuments historiques in der französischen Gemeinde Lucmau auf.

## Liste der Bauwerke
| Bezeichnung     | Beschreibung | Standort | Kennzeichnung | Schutzstatus | Datum | Bild           |
| --------------- | ------------ | -------- | ------------- | ------------ | ----- | -------------- |
| Kirche St-André |              | (Lage)   | PA00083609    | Inscrit      | 1925  | weitere Bilder |

## Liste der Objekte
| Bezeichnung | Beschreibung          | Standort                      | Kennzeichnung | Schutzstatus | Datum | Bild |
| ----------- | --------------------- | ----------------------------- | ------------- | ------------ | ----- | ---- |
| Glocke      | Bronze, 1775 gegossen | in der Kirche St-André (Lage) | PM33000586    | Classé       | 1942  |      |